# 杰尼斯·别列佐夫斯基
杰尼斯·瓦連京諾維奇·别列佐夫斯基（羅馬化：Denis Valentinovich Berezovskiy；1974年7月15日—），俄羅斯海軍少將，前烏克蘭海軍總司令。2014年3月1日，乌克兰代理總統亞歷山大·圖奇諾夫任命他為烏克蘭海軍總司令，但次日他就宣布效忠「克里米亞自治共和國塞凡堡的居民」，即不再效忠烏克蘭，轉投俄羅斯。

## 叛變
2014年3月2日，别列佐夫斯基拒絕奉命烏克蘭政府行事，及拒絕被任命為烏克蘭海軍總司令。幾小時以後，他向克里米亞總理謝爾蓋·阿克肖諾夫宣誓效忠克里米亞自治共和國，并被任命为克里米亚的海军司令。他的叛變立即導致烏克蘭指控他叛國，乌代理国防部长杰纽克下令将其免职，並立刻任命谢尔盖·盖杜克為他的繼任者。